# الونا ۱۵۲۳۰
سیارک ۱۵۲۳۰ (به انگلیسی: 15230 Alona، نامگذاری:1987RF1) پانزده هزار و دویست و سی‌امین سیارک کشف شده‌است که در ۱۳ سپتامبر ۱۹۸۷ کشف شد.
قدر مطلق سیارک برابر ۱۹.۵ است.